# Diana Damrau
Diana Damrau, (Günzburg an der Donau, 31 de maio de 1971), é uma soprano dramático coloratura alemã, Kammersängerin da Ópera Estatal de Baviera, conhecida por suas interpretações nas óperas de Mozart, Mahler e Richard Strauss.

## Biografia
Nascida em Günzburg an der Donau, Baviera, na Alemanha. Desde a tenra idade, Damrau era um entusiasta da música clássica. Com apenas 12 anos de idade, o filme "La Traviata", de Franco Zeffirelli, com Plácido Domingo e Teresa Stratas como Alfredo e Violetta, respectivamente, levou-a a tornar-se uma cantora de ópera. Suas primeiras aulas de canto foram com a cantora de ópera romena, Carmen Hanganu, cujo marido foi o professor de música de Damrau. Sua primeira aparição pública foi aos quinze anos, quando ela cantou partes do musical "My Fair Lady", com acompanhamento de um piano em um festival, em Offingen.
Após terminar o colegial em Gunzburg ela decidiu continuar seus estudos de canto na Escola Superior de Música de Würzburg. Ela também teve aulas avançadas em Salzburgo, com Hanna Ludwig e Edith Mathis. Em 1995, ele completou seus estudos com honras. Sua estreia nos palcos foi no papel de Eliza, no musical "My Fair Lady", no teatro da cidade de Würzburg. No mesmo teatro, ela interpretou com grande êxito papéis para sopranos, em óperas, operetas e musicais. Entre os papéis que ela interpretou encontra-se os de Annchen em "Der Freischütz", Gretel em "Hansel und Gretel", Marie em "Zar und Zimmermann", Adele em "Die Fledermaus" e Valencienne em "The Merry Widow".
Em 2006, Damrau, se apresentou ao lado do tenor espanhol, Plácido Domingo, sendo ambos acompanhados por três orquestras em Munique, na abertura da Copa do Mundo FIFA de 2006, na Alemanha.
Em julho de 2007, o estado federal de Baviera concedeu o título de "Kammersängerin" à Diana, um título que já foi concedido por reis e príncipes a cantoras preferidas da corte. Está homenagem foi feita por sua distinta carreira na Ópera Estatal de Baviera, onde, em um período de sete anos, cantou em 75 ocasiões, interpretando dez papéis diferentes.
A Rainha da Noite de Mozart da ópera A Flauta Mágica, tem sido o papel mais realizado por Damrau até hoje, ela tem se empenhado para realizá-lo em mais de 15 produções em casas incluindo o Covent Garden, o Festival de Salzburgo, a Ópera Estatal de Viena, o Oper Frankfurt e a Ópera Estatal de Baviera. Damrau fez história no Metropolitan Opera entre 2007 e 2008, aparecendo tanto como Pamina e Rainha da Noite em diferentes performances. Outro compromisso notável foi sua interpretação de todas as quatro heroínas da ópera "Les contes d'Hoffmann" de Offenbach, em uma nova produção da Ópera Estatal de Baviera, em outubro de 2011. Outros papéis de coloratura em seu repertório incluem o de Zerbinetta, Lucia, Elvira, Rosina, Gilda, Adina, Marie, Linda e Aminta. Ela também realiza papéis no repertório lírico incluindo Manon, Donna Anna, Gretel e Pamina.
De 2011 para 2012, ela se apresentou ao lado do tenor mexicano, Rolando Villazón, em duas óperas: Les contes d'Hoffmann de Offenbach e Don Giovanni de Mozart, ambos na Alemanha.
Damrau promoveu sua exploração do repertório de canto lírico nos últimos anos com destaques incluindo novas produções de ópera cômica de Rossini, Le comte Ory, no Metropolitan Opera e o papel-título da ópera Linda di Chamounix de Donizetti, no Liceu, em Barcelona. Ela já voltou ao Metropolitan Opera tanto como Adina e Rosina e trouxe sua interpretação de Lucia de Donizetti para Berlim e Viena. Após o nascimento de seu segundo filho no outono de 2012, Damrau voltou ao palco com uma nova produção de Verdi, Rigoletto, no Metropolitan Opera, em fevereiro de 2013; isso é para ser seguido por sua estreia no papel-título de La traviata, de Verdi na mesma casa. No final do ano ela interpretou uma prostituta, papel-título de uma ópera escrita para ela, pelo jovem compositor britânico, Iain Sino, com base nas gravuras de William Hogarth, no teatro de Viena. Em março de 2014, em Nova York, ela estrela em La sonnambula de Bellini.
Bem como a realização de óperas, Damrau já apresentou Lieder no Musikverein de Viena, no Carnegie Hall, Wigmore Hall, La Scala, o Schubertiade em Schwarzenberg, na Áustria, e nos Festivais de Munique e Salzburgo. Seu repertório inclui os concertos Carmina Burana de Carl Orff, Great Mass em C menor, Requiem e Exsultate de Mozart, Jubilate e Messiah de Handel. Damrau já se apresentou com maestros conceituados como James Levine, Zubin Mehta, Lorin Maazel, Sir Colin Davis, Christoph von Dohnányi, Leonard Slatkin, Pierre Boulez, Nikolaus Harnoncourt e Jesús López-Cobos.
Atualmente, Damrau é casada com o baixo-barítono francês, Nicolas Teste. Eles têm dois filhos, nascidos em 2010 e 2012, respectivamente.

## Voz
Alguns críticos musicais comparam sua voz com a de Edita Gruberova, que compartilha muito de seu repertório (a Rainha da Noite, Konstanze, Gilda, Norina, Zerbinetta, Fiakermilli, Sophie von Faninal, a Voz do Pássaro em Siegfried, entre outras árias), tem uma grande facilidade e virtuosismo em agudos (chegando até a sexta oitava), uma sombra clara e uma técnica que lhe permite cantar árias que exigem uma voz lírica que seja bastante poderosa.

## Performances
- La Scala: Europa riconosciuta* (Europa), The Marriage of Figaro (Susanna), La traviata* (Violetta);
- Metropolitan Opera: La sonnambula (Amina), La traviata (Violetta), The Magic Flute (Rainha da Noite e Pamina), Ariadne auf Naxos (Zerbinetta), Il barbiere di Siviglia* (Rosina), Die ägyptische Helena* (Aithra), Die Entführung aus dem Serail (Konstanze), Lucia di Lammermoor (Lucia), Rigoletto* (Gilda), La fille du régiment (Marie), Le comte Ory* (Adèle), L'elisir d'amore (Adina);
- Royal Opera House: The Magic Flute* (Rainha da Noite), Arabella* (Fiakermilli), Ariadne auf Naxos (Zerbinetta), 1984* (Instrutora de ginástica/mulher bêbada), Hänsel und Gretel* (Gretel), L'elisir d'amore (Adina);
- Ópera Estatal de Viena: Die Fledermaus (Adele), Rigoletto (Gilda), Ariadne auf Naxos (Zerbinetta), Der Riese vom Steinfeld* por Cerha (Small Woman), The Marriage of Figaro (Susanna), Die Entführung aus dem Serail* (Konstanze), The Magic Flute (Rainha da Noite), Il barbiere di Siviglia (Rosina), Manon (Manon), Lucia di Lammermoor (Lucia);
- Festival de Salzburgo: Die Entführung aus dem Serail* (Blondchen/Konstanze), Ascanio in Alba* (Fauno), The Magic Flute* (Rainha da Noite), The Marriage of Figaro (Susanna);
- Ópera Estatal de Baviera, em Munique: Les contes d'Hoffmann* (Olympia/Antonia/Giulietta/Stella), Die schweigsame Frau* (Aminta), The Magic Flute (Rainha da Noite), Die Entführung aus dem Serail* (Konstanze), Arabella (Zdenka), Ariadne auf Naxos* (Zerbinetta), Rigoletto* (Gilda), The Marriage of Figaro (Susanna), Der Rosenkavalier (Sophie), Fidelio (Marzelline), Der Freischütz (Ännchen), Die Fledermaus (Adele).

O (*) Indica uma nova produção da peça.

## Repertório[8]
| Personagem                            | Compositor      | Ópera                         |
| ------------------------------------- | --------------- | ----------------------------- |
| Adèle                                 | Rossini         | Le comte Ory                  |
| Adèle                                 | J. Strauss      | Die Fledermaus                |
| Adina                                 | Donizetti       | L'elisir d'amore              |
| Aithra                                | R. Strauss      | Die ägyptische Helena         |
| Amina                                 | Bellini         | La sonnambula                 |
| Aminta                                | Mozart          | Il re pastore                 |
| Aminta                                | R. Strauss      | Die schweigsame Frau          |
| Ännchen                               | Weber           | Der Freischütz                |
| Antonia, Giulietta, Olympia, Stella   | Offenbach       | Les contes d'Hoffmann         |
| Donna Anna                            | Mozart          | Don Giovanni                  |
| Elvira                                | Bellini         | I puritani                    |
| Europa                                | Salieri         | Europa riconosciuta           |
| Fauno                                 | Mozart          | Ascanio in Alba               |
| Fiakermilli                           | R. Strauss      | Arabella                      |
| Gilda                                 | Verdi           | Rigoletto                     |
| Gretel                                | Humperdinck     | Hansel and Gretel             |
| Instrutora de ginástica/mulher bêbada | Lorin Maazel    | 1984                          |
| Königin der Nacht                     | Mozart          | A Flauta Mágica               |
| Konstanze                             | Mozart          | Die Entführung aus dem Serail |
| Linda                                 | Donizetti       | Linda di Chamounix            |
| Lucia                                 | Donizetti       | Lucia di Lammermoor           |
| Manon                                 | Massenet        | Manon                         |
| Marie                                 | Donizetti       | La fille du régiment          |
| Marzelline                            | Beethoven       | Fidelio                       |
| Moll Hackabout                        | Iain Bell       | A Harlot's Progress           |
| Pamina                                | Mozart          | A Flauta Mágica               |
| Philine                               | Thomas          | Mignon                        |
| Rosina                                | Rossini         | Il barbiere di Siviglia       |
| Sophie                                | R. Strauss      | Der Rosenkavalier             |
| Small woman                           | Friedrich Cerha | Der Riese vom Steinfeld       |
| Susanna                               | Mozart          | Le nozze di Figaro            |
| Violetta                              | Verdi           | La traviata                   |
| Zaide                                 | Mozart          | Zaide                         |
| Zdenka                                | R. Strauss      | Arabella                      |
| Zerbinetta                            | R. Strauss      | Ariadne auf Naxos             |

## Discografia[9]
Desde 2007, Damrau tem um contrato de exclusividade com a Virgin Records/EMI.
- Arie di Bravura (2007) - foi um recital de Mozart, Salieri Righini e árias com Le Cercle de l'Harmonie, conduzida por Jérémie Rhorer.
- Donna: Ópera e Concerto de Árias por Mozart (2008) - é uma ópera e concerto de árias por Mozart, é também uma colaboração com o retorno de Rhorer e Le Cercle de l'Harmonie.
- Coloraturas (2009) - é uma coletânea de árias em que a soprano é mais estreitamente associada e apresenta a Orquestra da Rádio de Munique, conduzido por Dan Ettinger.
- Poesie: Richard Strauss Lieder (2011) - é uma coletânea de canções orquestrais de Richard Strauss, gravado com a Orquestra Filarmônica de Munique sob a condução de Christian Thielemann.
- Liszt Lieder (2011) - é uma coletânea de canções clássicas de Liszt, acompanhado pelo pianista Helmut Deutsch.
- Forever (2013) - é uma coletânea de operetas e teatro musical gravado com a Royal Liverpool Philharmonic Orchestra, conduzida por David Charles Abell.

## Videografia[10]
- Mozart's The Magic Flute (Covent Garden, Festival de Salzburgo) - (2003)
- Mozart's Ascanio em Alba (Festival de Salzburgo) - (2006)
- Lorin Maazel's 1984 (Covent Garden) - (2008)
- Strauss's Rosenkavalier (Baden Baden) - (2009)
- Humperdinck's Hansel and Gretel (Covent Garden) - (2009)
- Mozart's Die Entführung aus dem Serail (Oper Frankfurt) - (2009)
- Mozart's Le nozze di Figaro (La Scala) - (2011)
- Mozart's Die Entführung aus dem Serail (Liceu) - (2012)
- Rossini's Le comte Ory (Metropolitan Opera) - (2012)
- Verdi's Rigoletto (Semperoper Dresden, Metropolitan Opera) - (2013)

## Prêmios e Indicações
| Ano  | Premiação                           | Categoria                 | Resultado |
| ---- | ----------------------------------- | ------------------------- | --------- |
| 1999 | 7º Concurso Internacional de Mozart | Competição em Salzburgo   | Venceu    |
| 1999 | Revista Opernwelt                   | Jovem Cantor do Ano       | Venceu    |
| 2006 | Bayerischer Rundfunk                | Bávaro do Ano             | Indicado  |
| 2008 | Revista Opernwelt                   | Cantora do Ano de 2008    | Indicado  |
| 2011 | Prêmio Echo Klassik                 | Para o seu álbum "Poesie" | Venceu    |
| 2012 | Grammy Awards                       | Melhor Gravação de Ópera  | Indicado  |
| 2014 | Prêmio Internacional de Ópera       | Cantora do Ano            | Venceu    |

### Honrarias
- 2004 - Damrau, foi eleita a "Estrela do Ano" ("Star of the Year") pela Munich Abendzeitung. (Az)
- 2005 - Ela foi eleita a "Rosa do Ano" ("Rose of the Year") pela Munich Tageszeitung. (tz)
- 2007 - O estado federal de Baviera concedeu o título de "Kammersängerin" à Diana, um título que já foi concedido por reis e príncipes a cantoras preferidas da corte.
- 2010 - Premiada com o "Bayerischer Maximiliansorden" - o mais alto reconhecimento concedido pelo Estado da Baviera para mérito artístico. O número de portadores vivos do prêmio é limitado a 100.